# Ismael Valadéz
Ismael Valadéz Arce (Tejupilco, 14 settembre 1985) è un ex calciatore messicano, di ruolo attaccante.

## Carriera

### Club
Ha giocato nella massima serie messicana.

### Nazionale
Ha giocato nella nazionale messicana Under-23.
Nel 2007 ha esordito con la nazionale maggiore.